# Klingenthal (Bas-Rhin)
Koordinaten: 48° 28′ N, 7° 25′ O
Klingenthal ist ein Dorf in den Vogesen, das zu den Gemeinden Bœrsch und Ottrott im Département Bas-Rhin gehört. Die Departementsstraßen D426 und D214 berühren das Dorf.

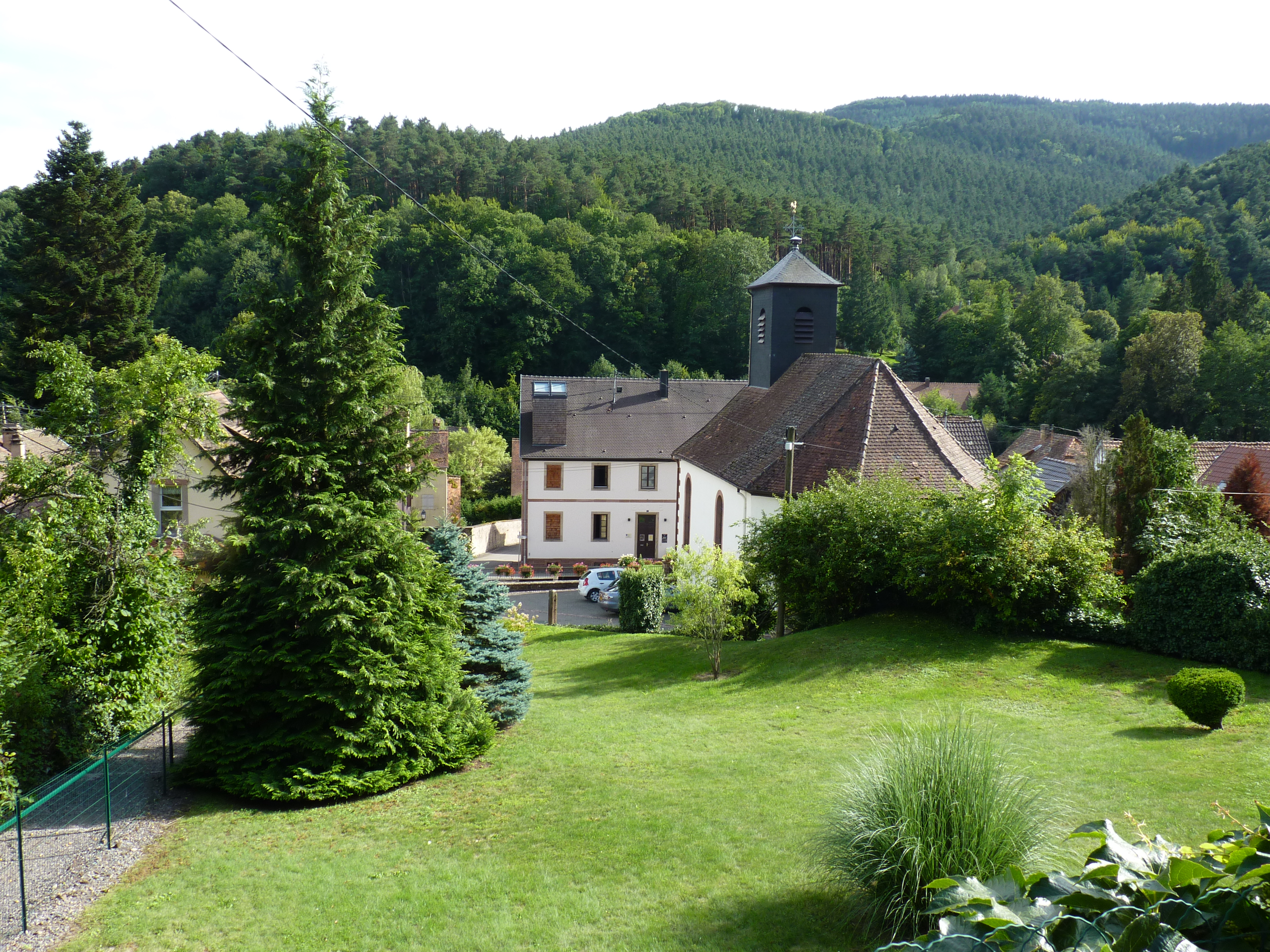
Kapelle

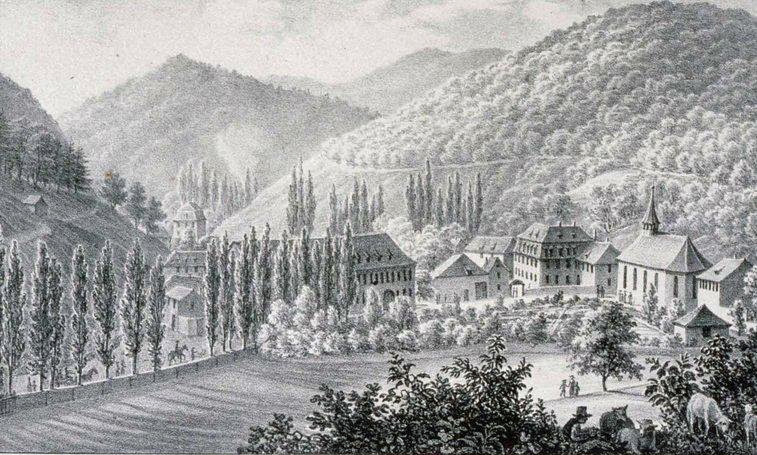
Klingenthal um 1830

## Geschichte
1730 wurde auf Wunsch von König Ludwig XV. unter der Leitung von Henri Anthès eine Manufaktur für Blankwaffen auf einem Gelände von dem Grand Chapitre von Straßburg am Bergbach Ehn etabliert. Es entstanden ein Schmiedehammer, eine Schleiferei sowie Unterkünfte und Werkstätten für die Arbeiter. Das Wissen zur Herstellung wurde von Manufakturarbeitern aus Solingen verraten, die die ersten Arbeiter wurden. Anfänglich wurden die Klingen mit Manufacture Royale d’Alsace, später mit Klingenthal signiert. Die Waffen-Manufaktur führte zu Wachstum und Wohlstand bis Mitte des 19. Jahrhunderts. Nach der Verlagerung der Waffenproduktion in das französische Hinterland übernahm die Familie Coulaux die Manufaktur und produzierte hauptsächlich landwirtschaftliche Geräte, wie Sensen und Sicheln.
1962 musste die Produktion eingestellt werden. Im ehemaligen Schulhaus des Ortes befindet sich heutzutage ein Museum über die Manufaktur.

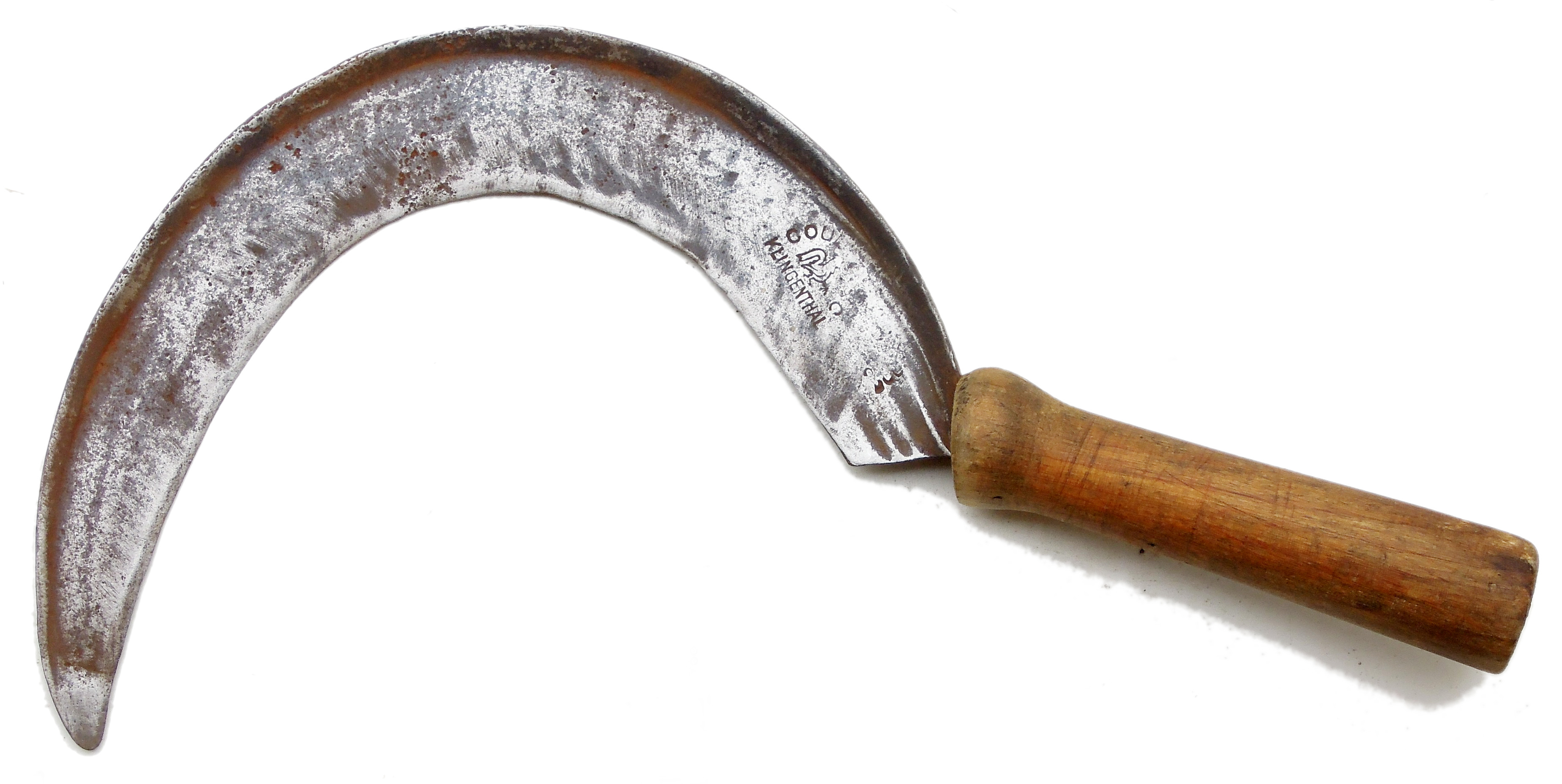
Sichel aus der Manufaktur Coulaux

## Museen
- Maison de la manufacture[1]